# مارسل گتسوف
مارسل گتسوف (چکی: Marcel Gecov؛ زادهٔ ۱ ژانویهٔ ۱۹۸۸) بازیکن فوتبال اهل جمهوری چک است.
از باشگاه‌هایی که در آن بازی کرده‌است می‌توان به باشگاه فوتبال فولام، باشگاه فوتبال اسلاویا پراگ، باشگاه فوتبال راپید بخارست، باشگاه فوتبال اسلوان لیبرتس، باشگاه فوتبال خنت، و باشگاه فوتبال شلاسک وروتسواف اشاره کرد.
وی همچنین در تیم‌های ملی فوتبال زیر ۲۱ سال جمهوری چک و جمهوری چک بازی کرده‌است.